# Phil Roper
Phillip Roper (parfois appelé couramment Phil Roper) né le 24 janvier 1992 à Chester, est un joueur de hockey sur gazon anglais et britannique. Il évolue au poste d'attaquant au HC Oranje-Rood et avec les équipes nationales anglaise et britannique,.

## Carrière

### Coupe du monde
- Top 8 : 2018

### Championnat d'Europe
- : 2017
- Top 8 : 2019, 2021

### Jeux olympiques
- Top 8 : 2020